# IPISA

Platea dell'IPISA '95

IPISA è l'acronimo di "Incontro dei Programmatori Italiani per lo Sviluppo su AMIGA" ed è stato un convegno annuale organizzato autonomamente e senza fini di lucro da un gruppo di appassionati di informatica, programmatori e utilizzatori di computer della famiglia Amiga, dal 1991 al 1997.

## Svolgimento
Le finalità dell'incontro erano legate alla presentazione di progetti e prodotti non commerciali realizzati utilizzando computer Amiga.
In Italia mancavano altri punti di incontro per l'utenza Amiga, se si esclude lo stand della Commodore Italiana allo SMAU, e l'IPISA ha assunto ancora più importanza nel 1994 con la scomparsa della Commodore.
La  manifestazione durava generalmente un giorno (l'ultima edizione del 1997 ne è durata due) ed era articolata in una serie di interventi, che potevano essere brevi o lunghi con tempistiche prefissate per entrambi i casi, tenuti in italiano. Al termine dell'incontro venivano consegnati ai partecipanti gli atti del convegno che consistevano in una documentazione cartacea e di software su supporto ottico.

## Edizioni

### Edizione 1991
Si è tenuto il 2 novembre a Modena, presso la sede del Planetario, organizzato da Andrea Salati.
Era ospite Ettore Caurla, responsabile del supporto agli sviluppatori di Commodore Italiana.

### Edizione 1992
Si è tenuto il 31 ottobre a Modena, presso la sede del Planetario, organizzato da Andrea Salati.

### Edizione 1993
Si è tenuto il 6 novembre 1993 a Milano, con circa 150 partecipanti. La Commodore Italiana ha supportato ufficialmente la manifestazione e ha presentato in particolare l'Amiga CD32 e il suo modulo MPEG.

### Edizione 1994
Si è tenuto il 19 novembre 1994 a Milano, presso la Sala Seminari del Centro Universitario ISU, con oltre 200 partecipanti. L'ospite straniero è stato Wouter van Oortmerssen.

### Edizione 1995
Si è tenuto il 18 novembre 1995 a Milano, presso la Sala Seminari del Centro Universitario ISU. Sono intervenute circa 400 persone inclusi gli organizzatori.

### Edizione 1996
Si è tenuto il 30 novembre 1996 a Milano, presso la Sala Seminari del Centro Universitario ISU.

### Edizione 1997
Si è tenuto il 29 e 30 novembre 1997 a Milano, presso la Sala Seminari del Centro Universitario ISU. Era ospite Richard Stallman, fondatore della Free Software Foundation.